# Hài đen

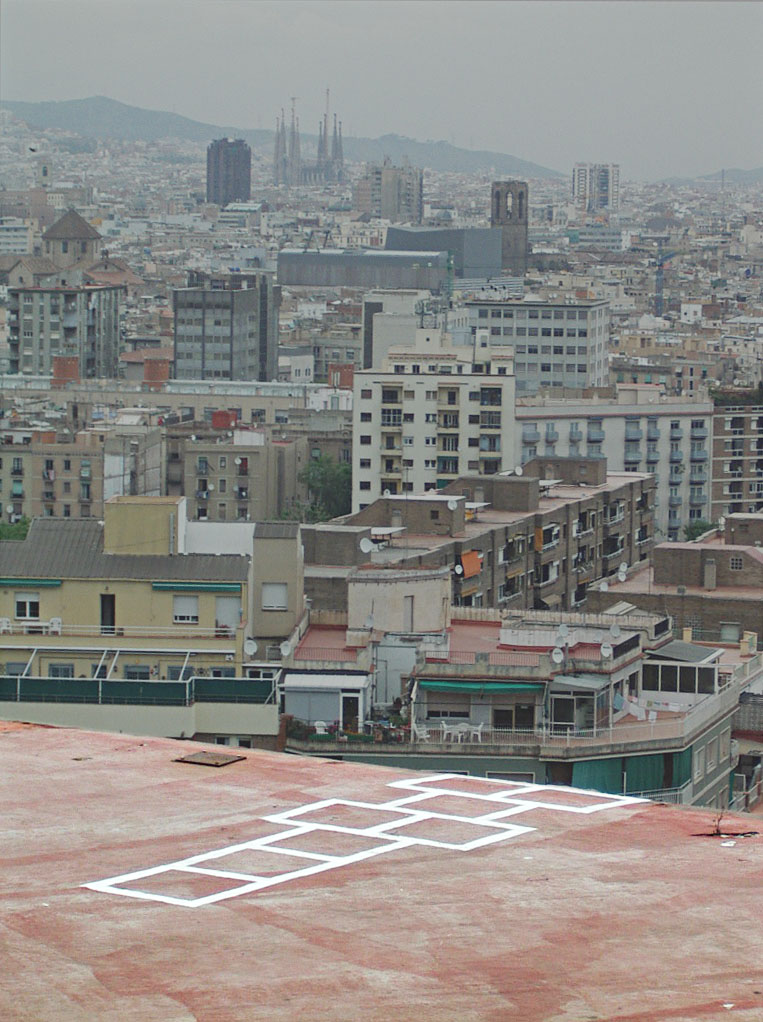
Trò chơi nhảy cò cò trên sân thượng một tòa nhà ở Barcelona, Tây Ban Nha. Có thể ám chỉ tới việc tự sát.

Hài đen (tiếng Anh: black comedy, black humor, dark humor hay dark comedy) là một thể loại hài kịch sử dụng sự hài hước một cách không lành mạnh, bắt nguồn từ những vấn đề mang tính cấm kị và được xem là tương đương với bối cảnh trước đây của thể loại "gallows humor". Cụm từ black humor (bắt nguồn từ humour noir trong tiếng Pháp) được đặt bởi nhà lý luận theo chủ nghĩa siêu thực André Breton vào năm 1935 nhằm chỉ ra một thể loại con giữa hài kịch và trào phúng khi tiếng cười được dựa trên sự nhạo báng và hoài nghi, với những chủ đề như cái chết. Breton cũng nhận diện tác giả Jonathan Swift là cha đẻ của thể loại này, xuất hiện trong Directions to Servants (1731), A Modest Proposal (1729), A Meditation Upon a Broom-Stick (1710) và một vài câu cách ngôn. Một vài người nổi bật trong thể loại này vào thập niên 1950-1960 là Bruce Jay Friedman, J.P. Donleavy, Edward Albee, Joseph Heller, Thomas Pynchon, John Barth, Vladimir Nabokov, Bruce Jay Friedman Lenny Bruce, và Louis-Ferdinand Celine.